# Miniopterus australis
Miniopterus australis (Tomes, 1858) è un pipistrello della famiglia dei Miniotteridi diffuso nell'Ecozona orientale ed australasiana.

## Descrizione

### Dimensioni
Pipistrello di piccole dimensioni, con la lunghezza della testa e del corpo tra 40 e 45 mm, la lunghezza dell'avambraccio tra 34 e 41 mm, la lunghezza della coda tra 34 e 47 mm, la lunghezza del piede tra 7 e 9 mm, la lunghezza delle orecchie tra 7 e 11 mm e un peso fino a 8,3 g.

### Aspetto
La pelliccia è corta e densa. Le parti dorsali variano dal bruno-grigiastro chiaro al bruno-rossastro scuro, con la base dei peli marrone, mentre le parti ventrali sono bruno-grigiastre scure o rossastre con la base dei peli nera. La fronte è molto alta e bombata, il muso è stretto e con le narici molto piccole. Le orecchie sono piccole, ben separate tra loro e arrotondate. Il trago è lungo, con i bordi paralleli e l'estremità arrotondata con il margine superiore dentellato. Le membrane alari sono marroni scure e attaccate posteriormente sulle caviglie. La lunga coda è inclusa completamente nell'ampio uropatagio. Il calcar è lungo e privo di carenatura.

### Ecolocazione
Emette ultrasuoni ad alto ciclo di lavoro sotto forma di impulsi di breve durata con una frequenza iniziale a 57,03±1,56 kHz, finale a 89,85±12,24 kHz e massima energia a 60,12±1,31 kHz.

## Biologia

### Comportamento

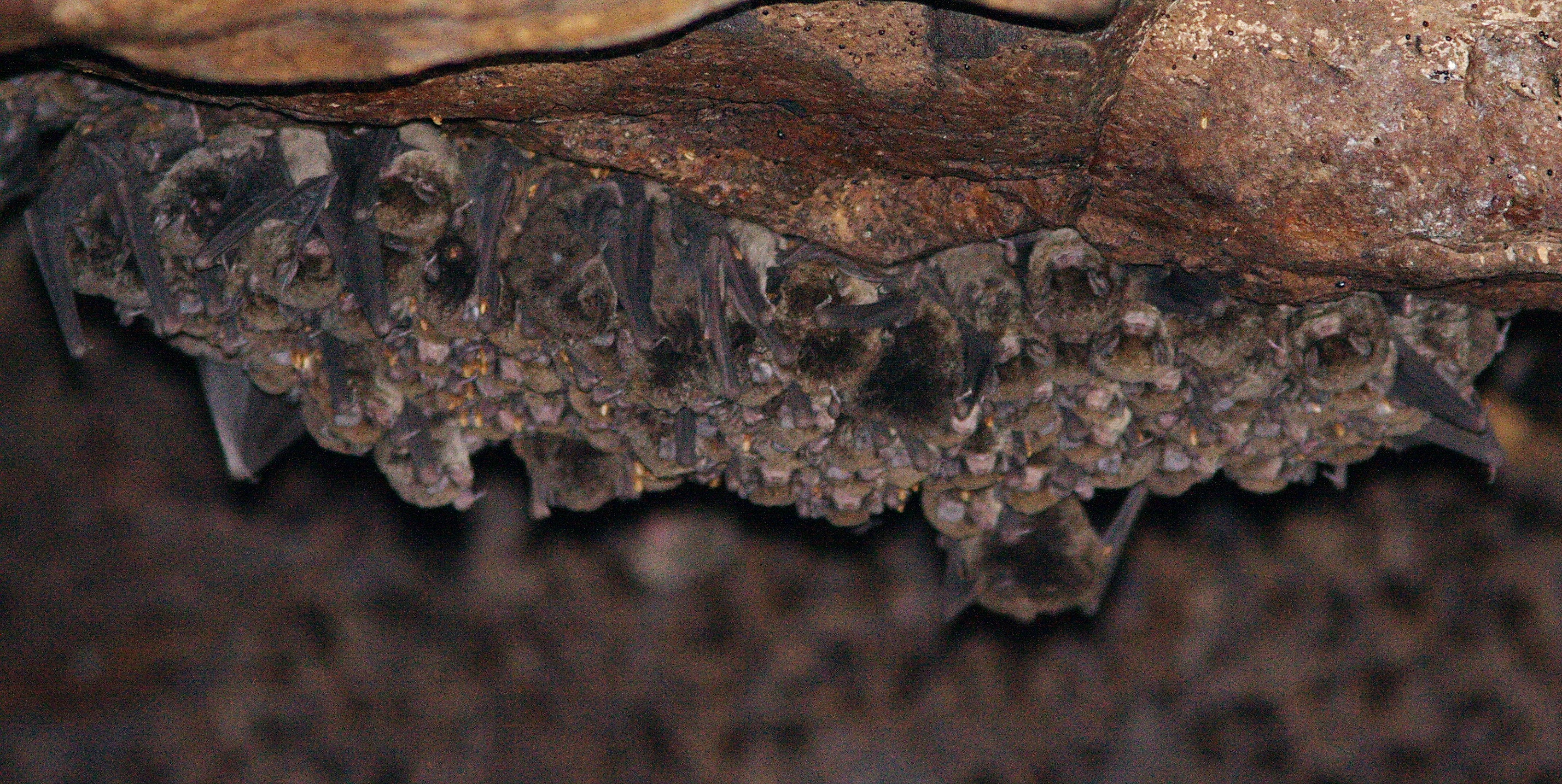
Colonia in una grotta del Queensland

Si rifugia in gruppi fino a 50 individui all'interno di grotte, tunnel e cavità degli alberi. Durante i periodi delle nascite formano vivai di decine o centinaia di migliaia di madri con i loro piccoli, per favorire un microclima all'interno delle caverne adatto alla crescita. Sono state osservate migrazioni nelle popolazioni della Nuova Guinea.

### Alimentazione
Si nutre di insetti volanti catturati sotto la volta forestale o intorno alle luci artificiali.

### Riproduzione
Danno alla luce un piccolo alla vota nel mese di dicembre, dopo una gestazione di quattro mesi e mezzo. Iniziano a volare dopo 7 settimane di vita.

## Distribuzione e habitat
Questa specie è diffusa nell'Asia sud-orientale, da Giava, Borneo e le Filippine attraverso la Regione australasiana, dalla Nuova Guinea a Vanuatu, Nuova Caledonia ed Australia.
Vive nelle foreste pluviali, foreste montane, in quelle di sclerofille e in zone agricole fino a 1.500 metri di altitudine.

## Tassonomia
Sono state riconosciute 3 sottospecie:
- M.a.australis: Giava, Bali, Lombok, Sumbawa, Borneo, Isole Filippine: Batan, Bohol, Bongao, Catanduanes, Cebu, Guimaras, Leyte, Lubang, Luzon, Mactan, Marinduque, Mindanao, Mindoro, Negros, Palawan, Panay, Polillo, Samal, Siquijor, Tablas; Vanuatu: Anatom, Aore, Éfaté, Espiritu Santo, Malakula, Malo, Tanna, Isole Torres: Toga; Nuova Caledonia; Isole della Lealtà: Lifou, Ouvéa, Maré;
- M.a.solomonensis (Maeda, 1982): Isole Salomone: Bougainville, Buka, Choiseul, Guadalcanal, Malaita, Rennell, Makira;
- M.a.tibialis (Tomes, 1858): Nuova Guinea, Nuova Britannia, Nuova Irlanda, Isola Fergusson, Kiriwina, Misima, Paneati, Yule, Sudest, Woodlark, Yapen, Numfor, Batanta, Waigeo, Sulawesi, Peleng, Buton, Kabaena, Ambon, Bacan, Gebe, Buru, Seram, Timor, Isole Kai, Isole Aru; coste orientali del Queensland e del Nuovo Galles del Sud nord-orientale.

## Conservazione
La IUCN Red List, considerato il vasto areale, la tolleranza a diversi tipi di habitat e la popolazione presumibilmente numerosa, classifica M.australis come specie a rischio minimo (Least Concern)).